# Raffinerie Creagh
Pour les articles homonymes, voir Creagh.
La raffinerie de sucre de la famille Creagh, lotissement de sept maisons, bâtie entre les XVIIe siècle et XVIIIe siècle, est situé 29-37 rue Chef-de-Ville à La Rochelle, en France. L'immeuble a été inscrit au titre des monuments historiques en 1928.

## Historique
En 1668, une raffinerie de sucre appartient à Creagh, sieur de La Faucherie. Elle est ensuite acquise par Jean (II) Vivier.
Le bâtiment est inscrit au titre des monuments historiques par arrêté du 20 juin 1928.